# ジョヴァンニ・グロンキ
ジョヴァンニ・グロンキ（伊：Giovanni Gronchi、1887年9月10日 - 1978年10月17日）は、イタリアの政治家。
第3代イタリア共和国大統領。

## 概要
トスカーナ州ピサ県ポンテデーラ出身。高校教師を務める傍ら、10代からキリスト教青年運動に参加。第一次世界大戦従軍を経てイタリア人民党の結党に加わり、1919年に代議院議員を務める。ベニート・ムッソリーニ政権下では初期にキリスト教労働組合代表として政権入りしたが、後に下野して1924年に人民党書記長に就任。しかし、1926年に完全に政界を追放され、その後は実業家として活動を続ける。
ムッソリーニ政権が倒れると、かつての人民党の幹部と共にキリスト教民主主義の結党に参加。1948年に代議院議長となり、1955年に大統領に選出された。在任中はイタリア共産党やイタリア社会党などの左翼やイタリア社会運動に代表されるネオ・ファシスト、更には王党派が伸張する中で政権運営に腐心し、労働争議や暴動への対処にも追われた。